# Будь, що буде (Доктор Хаус)
«Будь, що буде» (англ. Que Sera Sera)  — шоста серія третього сезону американського телесеріалу «Доктор Хаус». Прем'єра епізоду проходила на каналі FOX 7 листопада 2006. Доктор Хаус і його команда мають врятувати чоловіка з надмірною вагою, що не вважає, що його вага могла спричинити якусь хворобу.

## Сюжет
Під час рятувальної операції пожежники знаходять нерухомого і дуже товстого чоловіка на ліжку. Вони вирішують, що він мертвий, але потім одному з них вдається знайти пульс і чоловіка відвозять до лікарні. В лікарні з'ясовують, що чоловік у комі. Також вони роблять декілька тестів, які ніяк не допомагають з діагнозом. Через безвихідь справу передають Хаусу і його команді. Тим часом Вілсон закладає заставу за Хауса, який всю ніч перебував у поліцейському відділку, у $ 15 000. Приходячи на роботу команда ознайомлює Хауса зі справою. Він вважає, що у пацієнта синдром Пікі Вікі і дає розпорядження зробити повторний огляд. Отже Кемерон переміряє будинок, а Форман і Чейз самого Джорджа (пацієнта). Незабаром версію Хауса спростовують і його наступною версією стає тромб у мозку, також у чоловіка починається жар. Джорджу потрібно зробити томографію голови, але томограф розрахований на вагу максимум 200 кг, а чоловік важить понад 300 кг. Томографія нічого не виявляє, але під час сканування Джордж виходить з коми і ламає крихкий томограф.
Форман думає, що у пацієнта може бути гостра ниркова недостатність, а Кемерон, що у нього венерична хвороба, так як сусідка сказала, що до нього часто навідувались повії. Хаус наказує перевірити обидва варіанти. Невдовзі Форман і Кемерон повідомляються Хауса, що аналізи негативні, а у пацієнта вроджена ністагма, яка ніяк не зв'язана з комою. Також Форман повідом Хауса, що Джордж хоче виписуватись і Хаус погоджується. Ввечері Хаус приходить додому і виявляє, що Тріттер обшукав його квартиру і знайшов заначку вікодину. Наступного ранку, при виписці, Джордж непритомніє. Його знову кладуть в лікарню і Кемерон признається, що вона ввела чоловіку спеціальний препарат, щоб він знепритомнів. Хаус помічає, що у чоловіка зник апетит і додає це як симптом, який вказує на наявність паразита. Також він дає розпорядження взяти спинномозкову рідину. Проте через те, що він дуже товстий рідину беруть з мозку. Під час операції Джордж втрачає зір, а результати на паразити виявляються негативними.
Ще одна версія Хауса — діабет. Але Джордж не вірить, що хвороба пов'язана з його ожирінням і відмовляється робити аналізи. Він каже Кемерон, що погодиться на будь-які аналізи, які не пов'язані з його вагою. Хаус сам йде до нього і намагається напоїти його солодкою содою для тесту, але Джордж пручається і хапає Хауса за руку. Він помітив, що кістки на руці булавоподібні і наказує зробити рентген кисті, цитологію слини і тест спинномозкової рідини на ауто антитіла. Тести і аналізи показують, що у чоловіка рак легенів.
Наприкінці серії Тріттер приходить до Вілсона і показує йому рецепти на вікодин, які він виписував для Хауса. Тріттер показує ще один рецепт, підпис якого відрізняється від підпису на інших рецептах. Вілсону доводиться збрехати, щоб врятувати Хауса.